# Monte Hellman

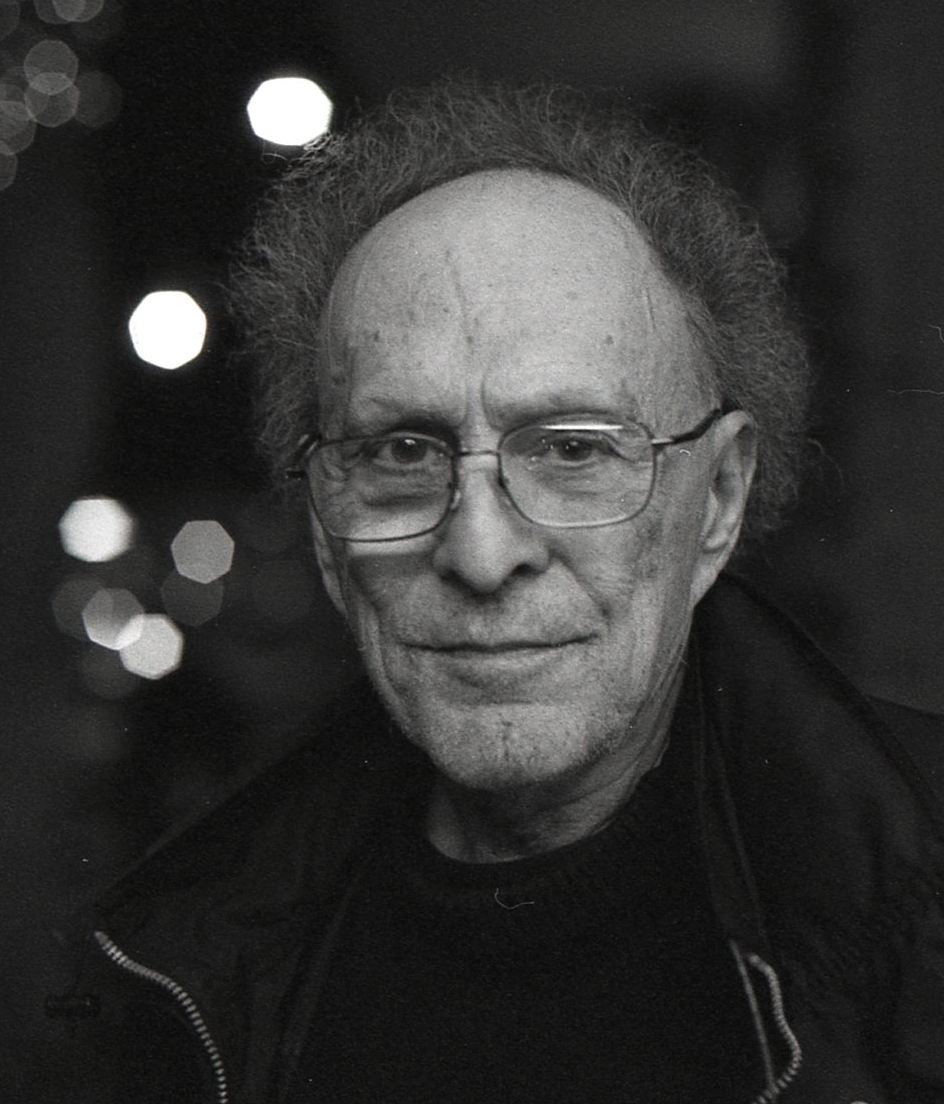
Monte Hellman, 2013

Monte Hellman (* 12. Juli 1929 in New York City, New York als Monte Himmelbaum; † 20. April 2021 in Palm Desert, Kalifornien) war ein US-amerikanischer Regisseur, Filmproduzent und Filmeditor. Er arbeitete auch in anderen Positionen an Filmproduktionen mit, wie zum Beispiel als Berater und Second-Unit-Regisseur.

## Leben und Wirken
Monte Hellman war schon recht früh daran interessiert, seine Ideen in Filmform zu bringen. Nach seinem High-School-Abschluss ging er an die Stanford-Universität und studierte Theaterwissenschaft. In seiner Studienzeit gründete er eine Theatergruppe und studierte mit ihr experimentelle Stücke ein, durch die sie bekannt wurde. An der UCLA machte Hellman dann seinen Abschluss.
Praktische Erfahrungen sammelte er gegen Ende der 1950er Jahre als Schnittassistent beim Fernsehen. Bei dieser Gelegenheit lernte Hellman den Produzenten Roger Corman kennen, der bekannt dafür ist, viele Talente gefördert zu haben. Unter Corman arbeitete er als Berater, Editor, Regie-Assistent und auch als Regisseur. Seinen Erstling Beast from Haunted Cave inszenierte Hellman 1960. Er lernte schnelles und präzises Arbeiten, denn unter Corman war es üblich, einen Film in nur wenigen Tagen zu produzieren. Als Co-Regisseur und Editor bei dem Film The Terror – Schloß des Schreckens aus dem Jahr 1963 lernte Hellman den Schauspieler Jack Nicholson kennen, der bei den nächsten beiden Filmen Hellmans, zwei Western, mitwirkte. Bei Das Schießen war Nicholson Co-Produzent, bei Ritt im Wirbelwind Co-Autor. In den USA erfolglos, wurden sie in Europa begeistert aufgenommen. Bei den Filmfestspielen von Cannes erregten beide Filme Aufsehen und wurden als „existentialistisch“ bezeichnet.
Für die Universal drehte Hellman 1971 den Film Asphaltrennen, der trotz mangelnden Zuschauerinteresses ebenso Kultstatus erlangte. Der Regisseur behalf sich nun mit Gelegenheitsjobs. Er arbeitete wieder mit Corman zusammen, aber der Erfolg seiner Filme beim Publikum blieb bescheiden. 1977 sprang Hellman als Ersatz für den plötzlich verstorbenen Regisseur Tom Gries ein und führte dessen Projekt Ich bin der Größte, eine Filmbiografie über Muhammad Ali zu Ende. Es gab danach Höhen und Tiefen. Hellman arbeitete in verschiedenen Positionen an erfolgreichen Filmen mit: als Dialog-Regisseur an Cormans Chicago Massaker, als Second-Unit-Regisseur bei Samuel Fullers The Big Red One und Paul Verhoevens RoboCop. Auch als Filmeditor war er tätig für namhafte Regisseure wie Bob Rafelson, Sam Peckinpah und Jonathan Demme. Mit Silent Night, Deadly Night 3: Better Watch Out! drehte er 1989 einen seiner schwächeren Filme, doch 1992 war er einer der Executive Producer des Erstlingswerks von Quentin Tarantino Reservoir Dogs – Wilde Hunde. Danach machte er eine schöpferische Pause. 2006 beteiligte er sich mit dem Kurzfilm Stanley’s Girlfriend an der Kurzfilmkompilation Trapped Ashes.
Im Jahr 2009 drehte Hellman mit Road to Nowhere seinen ersten Spielfilm seit 1989. Der Film erlebte seine Uraufführung im September 2010 im Wettbewerbsprogramm der 67. Internationalen Filmfestspiele von Venedig, wo Hellmann auch einen Spezial-Löwen für sein Gesamtwerk erhielt. Er starb im April 2021 im Alter von 91 Jahren.
1997 drehte George Hickenlooper eine biografische Dokumentation über Hellmans Schaffen mit dem Titel Monte Hellman: American Auteur.

## Filmografie

### Regie
- 1960: Beast from Haunted Cave
- 1963: The Terror – Schloß des Schreckens (The Terror) – unerwähnte Co-Regie
- 1964: Jagdflug (Flight to Fury)
- 1964: Hintertür zur Hölle (Back Door to Hell)
- 1964: Cordillera – Co-Regie
- 1966: Das Schießen (The Shooting)
- 1966: Ritt im Wirbelwind (Ride in the Whirlwind)
- 1971: Asphaltrennen (Two-Lane Blacktop)
- 1974: Der tödliche Schatten des Mr. Shatter (Shatter) – unerwähnte Co-Regie
- 1974: Cockfighter
- 1977: Ich bin der Größte (The Greatest)
- 1978: Amore, piombo e furore
- 1979: Lawinenexpress (Avalanche Express) – unerwähnte Co-Regie
- 1988: Kampf auf der Todesinsel (Iguana)
- 1989: Silent Night, Deadly Night 3: Better Watch Out!
- 2006: Stanley’s Girlfriend (Kurzfilm)
- 2006: Trapped Ashes
- 2010: Road to Nowhere

### Diverses
- 1960: Ein wilder Ritt (The Wild Ride) – unerwähnter Co-Schnitt
- 1961: Creature from the Haunted Sea – unerwähnte Second-Unit-Regie
- 1964: Jagdflug (Flight to Fury) – Co-Buch, unerwähnter Co-Schnitt
- 1964: Hintertür zur Hölle (Back Door to Hell) – unerwähnter Co-Schnitt
- 1965: Widersteh, wenn du kannst (Bus Riley’s Back in Town) – Schnittassistenz
- 1966: Das Schießen (The Shooting) – Produktion, unerwähnter Schnitt
- 1966: Die wilden Engel (The Wild Angels) – Schnitt
- 1966: Ritt im Wirbelwind (Ride in the Whirlwind) – Produktion, unerwähnter Schnitt
- 1968: Head (Head) – unerwähnter Co-Schnitt
- 1969: Target: Harry – Schnitt
- 1971: Asphaltrennen (Two-Lane Blacktop) – Schnitt
- 1971: The Christian Licorice Store – Darsteller
- 1974: Cockfighter – unerwähnter Co-Schnitt
- 1975: Die Killer-Elite (The Killer Elite) – Co-Schnitt
- 1976: Und morgen wird ein Ding gedreht (Harry and Walter Go to New York) – unerwähnte Schnittassistenz
- 1977: Sudden Death – unerwähnter Schnitt
- 1978: Amore, piombo e furore – Produktion, unerwähnter Schnitt
- 1979: Lawinenexpress (Avalanche Express) – unerwähnter Co-Schnitt
- 1980: Das Erwachen der Sphinx (The Awakening) – unerwähnte Schnittassistenz
- 1987: Ein Tag für die Liebe - Someone to Love (Someone to Love) – Darsteller
- 1987: RoboCop (RoboCop) – unerwähnte Second-Unit-Regie
- 1988: Kampf auf der Todesinsel (Iguana) – Co-Drehbuch, Schnitt
- 1989: Silent Night, Deadly Night 3: Better Watch Out! – unerwähnter Darsteller, Co-Buch, unerwähnter Co-Schnitt
- 1992: Reservoir Dogs – Wilde Hunde (Reservoir Dogs) – Executive Producer
- 1993: Böse Schatten (Love, Cheat & Steal) – Schnittassistenz
- 1993: Armee der Zombies (Grey Knight) – Co-Schnitt
- 2010: Road to Nowhere – Produktion